# Partido Conservador (Noruega)
El Partido Conservador (Bokmål: Høyre, Nynorsk: Høgre, literalmente Derecha, H) es un partido político liberal-conservador de Noruega. Es el principal partido de la centroderecha noruega. La actual líder del partido es la ex primera ministra Erna Solberg. El partido es miembro de la Unión Internacional Demócrata y un miembro asociado al Partido Popular Europeo.
El partido es tradicionalmente pragmático y moderadamente conservador, fuertemente asociado a las élites tradicionales de la administración pública y la vida empresarial noruega. Durante el siglo XX, el partido ha defendido el liberalismo económico, los recortes fiscales, los derechos individuales, el apoyo al monarquismo, a la Iglesia de Noruega y a las Fuerzas Armadas, el anticomunismo, el proeuropeísmo y el apoyo al modelo nórdico; con el tiempo, los valores del partido se han vuelto más liberales, desde el punto de vista social, en ámbitos como la equidad de género, los derechos LGBT y las cuestiones de inmigración e integración, y el partido es relativamente laico a pesar de su apoyo nominal a la Iglesia de Noruega. El partido se define a sí mismo como un partido que persigue una "política conservadora progresista basada en los valores culturales cristianos, el gobierno constitucional y la democracia". En consonancia con su alineamiento con el bloque occidental, el partido apoya firmemente a la OTAN, de la que Noruega es cofundadora y ha sido siempre el partido más abiertamente pro Unión Europea en Noruega, apoyando la adhesión del país en los referendos de 1972 y 1994.
El Partido Conservador se dirige tradicionalmente a la élite educada; tiene los votantes más educados de todos los partidos y es el partido más popular entre los grupos de élite. En la época de la posguerra, el partido formó un gran consenso con el Partido Laborista en lo que respecta a la política exterior y de seguridad -expresado a menudo con la máxima "la política exterior está resuelta" (en noruego, utenrikspolitikken ligger fast)- que llevó a Noruega a cofundar la OTAN y a establecer una estrecha alianza con Estados Unidos y las políticas económicas de los partidos se han ido pareciendo. Ambos partidos son pragmáticos, relativamente tecnocráticos, antipopulistas y cercanos al centro político. El partido apoya el modelo nórdico, pero también una cierta semiprivatización mediante servicios privados financiados por el Estado.
Fundado en 1884, el Partido Conservador es el segundo partido político más antiguo de Noruega, después del partido liberal Venstre. En la época de entreguerras, uno de los principales objetivos del partido era lograr una alianza de centroderecha contra el creciente movimiento obrero, cuando el partido entró en declive. En la época de la posguerra y hasta 2005, el partido participó en seis gobiernos: dos gobiernos de unidad nacional de la década de 1960 (el gobierno de Lyng y el gobierno de Borten), un gobierno en minoría del Partido Conservador de la década de 1980 (el primer gobierno de Willoch), dos gobiernos tripartitos de la década de 1980 (el segundo gobierno de Willoch y el gobierno de Syse), en la década de 2000 el segundo gobierno de Bondevik y desde 2013 hasta 2021 fue el socio mayoritario en un gobierno de coalición que incluyó al Partido del Progreso, al Partido Demócrata Cristiano y a los liberales de Venstre.
En septiembre de 2023, se supo que el esposo de Erna Solberg, Sindre Finnes, llevó a cabo una extensa y frecuente negociación de acciones mientras ella era primera ministra, lo que provocó que Solberg estuviera inhabilitada en varios casos que manejó como primera ministra.

## Historia

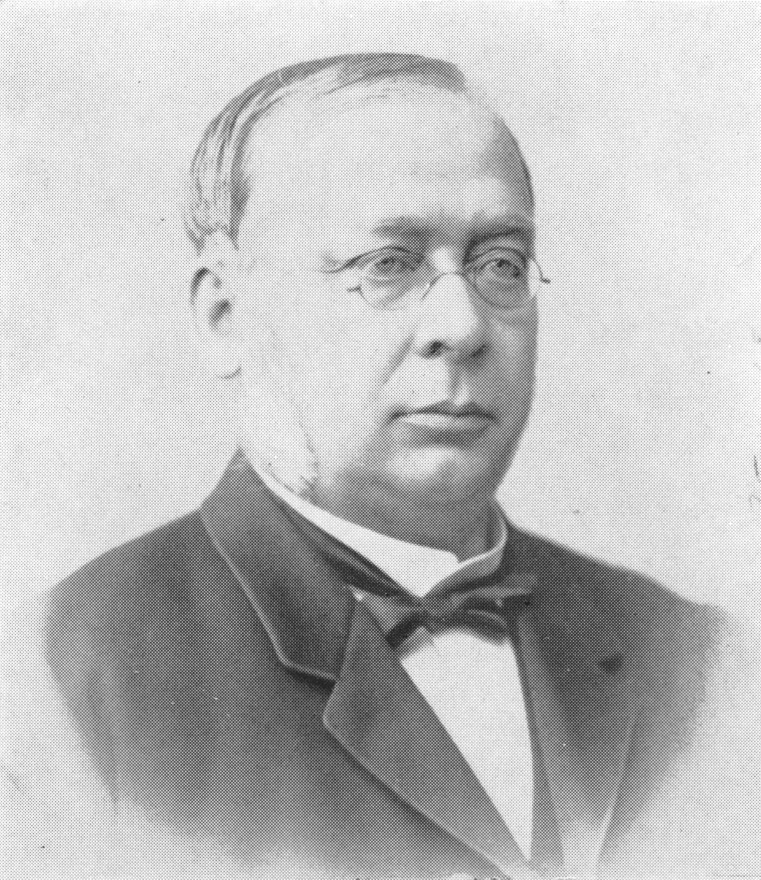
Emil Stang, fundador del partido.

El Partido Conservador de Noruega (Høire, actualmente escrito Høyre, literalmente "La derecha") se fundó en 1884 tras la implantación del parlamentarismo en Noruega. El jurista Emil Stang fue elegido como primer presidente del partido. Stang subrayó importantes principios del trabajo de Høyre. El partido debía ser un partido social de reformas que trabajara dentro de los marcos constitucionales establecidos por una democracia parlamentaria.
El apoyo electoral de Høyre ha variado. En las elecciones parlamentarias de 1981, Høyre obtuvo el 31,7%, el mejor resultado desde 1924. En 1993, el resultado fue del 17% y las elecciones se vieron influidas por la cuestión de la adhesión a la UE, que dividió a Venstre. Las elecciones de 1997 arrojaron el apoyo más bajo desde 1945, con sólo el 14,3% de los votos. Desde entonces, el apoyo a Høyre ha oscilado entre algo más del 14% y algo menos del 27%.

### Inicios de 1900
A comienzos del siglo XX, Høyre tomó la iniciativa de construir una moderna red de comunicaciones noruega. Tras la devastadora Primera Guerra Mundial, para Høyre fue importante trabajar por la reconstrucción de una política económica sólida. Un ejemplo de ello es la resolución que Høyre aprobó en 1923 para introducir el seguro de vejez. Pero debido a las finanzas del Estado no fue posible continuar con este esfuerzo. Høyre fue el principal partido de la oposición en los años de posguerra en Noruega y luchó contra la política reguladora del Partido Laborista. Høyre quería otro futuro para Noruega consistente en la iniciativa privada y las fuerzas creativas.
Høyre ha sido protagonista en la construcción del sistema de bienestar en Noruega y en varias ocasiones ha tomado la iniciativa para corregir las injusticias en la normativa de asistencia social. Además, Høyre ha defendido que la actividad del Estado debe concentrarse en sus problemas básicos y sus soluciones.

### Años de posguerra
Durante los años de la posguerra, Høyre consolidó su posición como partido con atractivo para todas los sectores del país. La cooperación no socialista, como alternativa al socialismo, ha sido siempre uno de los principales objetivos de los conservadores. Høyre ha dirigido varios gobiernos de coalición, donde el Partido Demócrata Cristiano fue uno de los socios de coalición de Høyre tanto en 1983-86 como en 1989-90.
El partido apoyó firmemente el alineamiento occidental de Noruega durante la Guerra Fría; apoya firmemente a la OTAN, de la que Noruega fue cofundadora en 1949 y ha sido siempre el partido más abiertamente pro Unión Europea en Noruega, apoyando la adhesión de Noruega tanto en el referéndum de 1972 como en el de 1994.
En las elecciones parlamentarias de 1993, fue imposible presentar una alternativa de gobierno no socialista creíble, porque los antiguos partidos de coalición de Høyre, los democratacristianos y el Partido de Centro, hicieron una fuerte campaña contra la adhesión de Noruega a la UE.
Antes de las elecciones parlamentarias de 1997, el Partido Laborista proclamó que no estaría dispuesto a gobernar el país si no obtenía más del 36,9% de los votos. Resultó que obtuvieron el 35% y otros partidos tuvieron que formar gobierno. En un principio, hubo serias discusiones entre Høyre, los democristianos y Venstre para asumir esta tarea, pero el resultado final fue que estos dos últimos partidos unieron sus fuerzas con el Partido de Centro para crear un gobierno en minoría sin Høyre.

### Actualidad

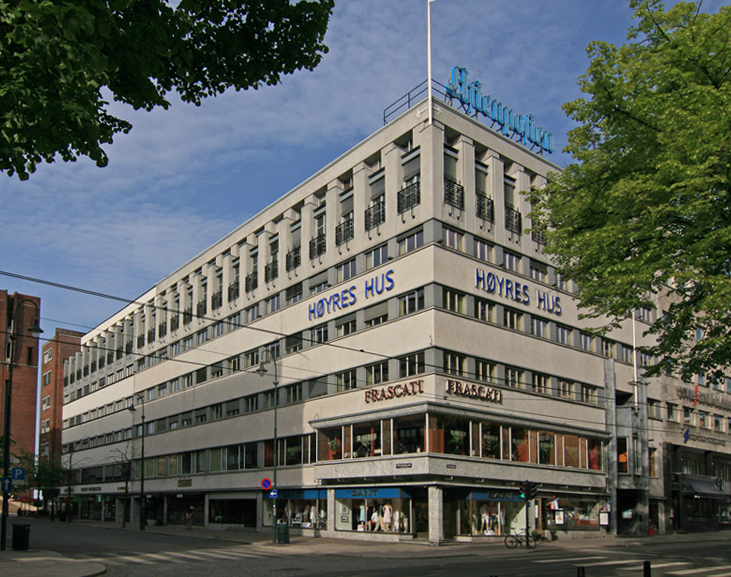
Høyres hus, sede nacional del partido en Oslo.

En las elecciones parlamentarias de 2001, Høyre obtuvo el 21,2% de los votos. Tras una serie de debates, Høyre volvió a participar en un gobierno de coalición, esta vez con el Partido Demócrata Cristiano (KrF) y el partido liberal Venstre (V). El porcentaje total obtenido por estos tres partidos en esa elección fue del 37,5. Høyre, como partido mayoritario en el gobierno de coalición, tenía 38 miembros en el Storting, y 10 de los 19 ministros del Gobierno fueron representantes de Høyre. Las tres áreas centrales del partido durante ese periodo fue establecer un aumento de la calidad del sistema educativo noruego, bajar los impuestos y producir un mayor nivel de servicios en los sectores estatales.
En las elecciones parlamentarias de 2005, Høyre obtuvo el 14,1% de los votos. El resultado de las elecciones volvió a situar a Høyre en la oposición, y el partido obtuvo 23 miembros en el parlamento. En las elecciones parlamentarias de 2009, Høyre obtuvo el 17,2% de los votos y 30 miembros en el Storting.
En las elecciones locales de 2011, sin embargo, el partido obtuvo el 27,6% de los votos, y desde entonces, sin excepciones, ha quedado en primer o segundo lugar.
En las elecciones parlamentarias de 2013, Høyre obtuvo el 26,8 por ciento de los votos y 48 parlamentarios. Høyre formó un gobierno en minoría, con la confianza y el apoyo de KrF y V. El gobierno fue reelegido en 2017 y se convirtió en un gobierno de mayoría en 2019, aunque nuevamente perdió la mayoría en 2020. El gobierno terminó tras la derrota en las elecciones parlamentarias de 2021 siendo sucedido por un gobierno de coalición de centroizquierda.

## Ideología
Høyre se define a sí mismo como un partido que persigue una "política conservadora progresista basada en los valores culturales cristianos, el gobierno constitucional y la democracia".
Høyre se considera un partido reformista de centroderecha que profesa la tradición política moderadamente conservadora, similar a la CDU de Alemania. El partido apoya ampliamente el modelo nórdico, como todos los grandes partidos de Noruega. En términos relativos, el partido aboga por un cierto grado de políticas fiscales de libre mercado, incluyendo recortes de impuestos y una participación relativamente escasa del gobierno en la economía, al tiempo que sigue apoyando el estado del bienestar y la economía social de mercado.
Høyre es también el único partido del Storting que propone una reducción del gasto público. El partido se asocia a menudo con la riqueza e históricamente ha sido atacado por la izquierda por defender a los más ricos del país, aunque este argumento ya no se presenta casi nunca.
Tradicionalmente, el partido apoya las instituciones establecidas, como la monarquía, las fuerzas armadas y la Iglesia de Noruega. Sus políticas sociales siempre se han considerado moderadas y pragmáticas para su época, pero se han vuelto gradualmente más liberales desde el punto de vista social. El partido votó en 2008 a favor de una ley que reconocía el matrimonio entre personas del mismo sexo y los derechos de adopción de los homosexuales.

## Membresía y demografía de sus votantes
El partido cuenta con unos 30.000 miembros registrados aproximadamente. El Consejo Central del Partido Conservador se reúne siete veces al año para discutir asuntos importantes como el presupuesto, el trabajo organizativo, los planes, las plataformas del partido y la elaboración de las líneas políticas.
El partido se dirige tradicionalmente a la élite educada; tiene los votantes más educados de todos los partidos y es el partido más popular entre los grupos de élite.

## Presidentes del partido
| Nombre                                                                           | Fotografía | Inicio               | Fin                  | Otros cargos |
| -------------------------------------------------------------------------------- | ---------- | -------------------- | -------------------- | --- |

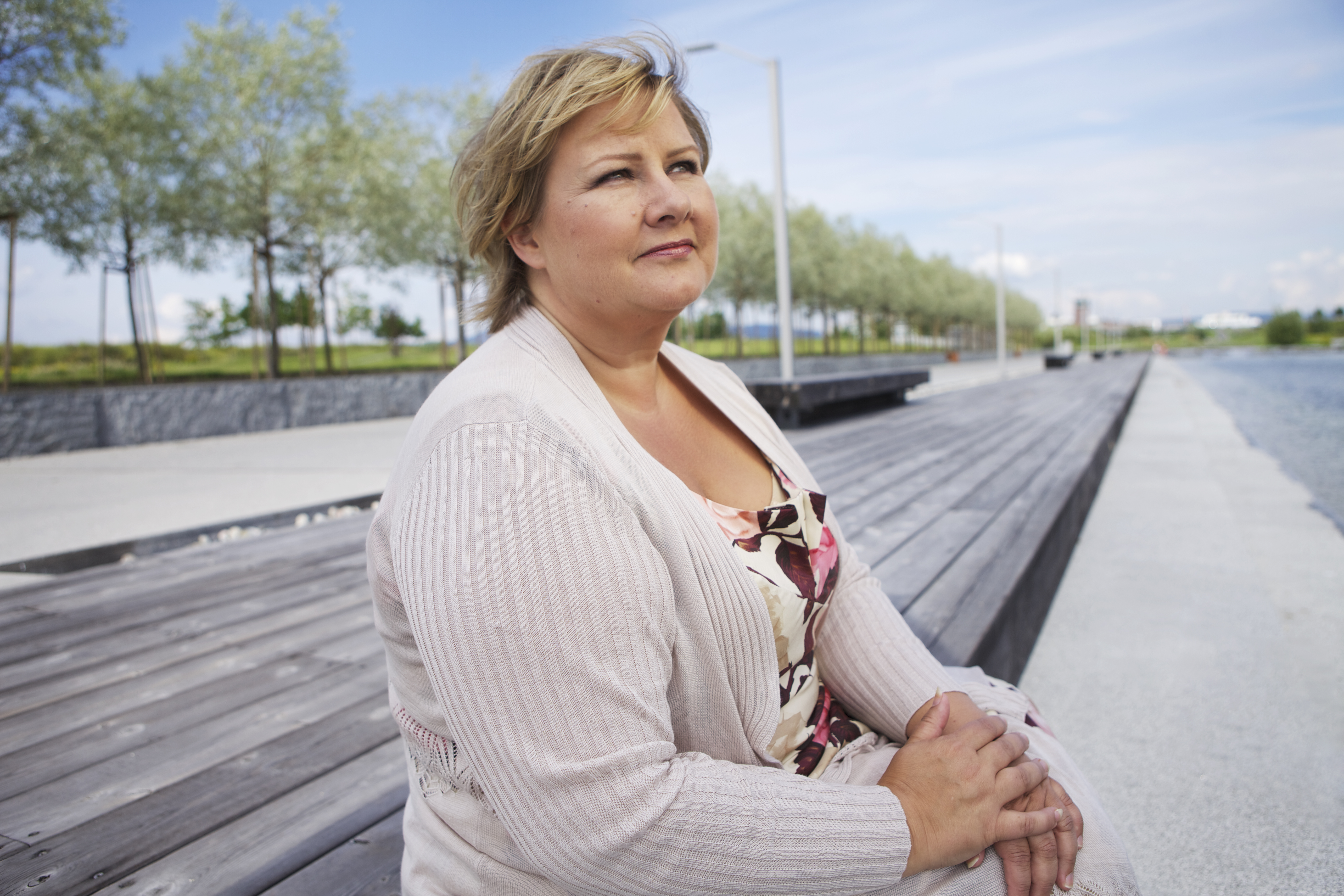
Actual presidenta del partido y primera ministra Erna Solberg.

| Emil Stang                                                                       |            | 1884                 | 1889                 | Primer ministro de Noruega (1889-1891; 1893-1895) Ministro de Educación y Asuntos Eclesiásticos (abril-octubre de 1895)                                                                                    |
| Christian Homann Schweigaard                                                     |            | 1889                 | 1891                 | Primer ministro de Noruega (abril-junio de 1884) Ministro de Finanzas (1883-1884) Ministro de Justicia (septiembre-noviembre de 1881; marzo-abril de 1884) Diputado del Storting (1886-1897)               |
| Emil Stang                                                                       |            | 1891                 | 1893                 | |
| Christian Homann Schweigaard                                                     |            | 1893                 | 1896                 | |
| Emil Stang                                                                       |            | 1896                 | 1899                 | |
| Francis Hagerup                                                                  |            | 1899                 | 1902                 | Primer ministro de Noruega (1895-1898; 1903-1905) Ministro de Auditoría (1897-1898) Ministro de Justicia (1893-1894; 1895-1897; 1903-1905) Ministro de Finanzas (agosto-octubre de 1895)                   |
| Ole Larsen Skattebøl                                                             |            | 1902                 | 1905                 | Diputado del Storting (1877-1882; 1889-1891; 1895-1897) |
| Edmund Harbitz                                                                   |            | 1905                 | 1907                 | Alcalde de Oslo (1899-1901) |
| Fredrik Stang                                                                    |            | 1907                 | 1911                 | Rector de la Universidad de Oslo (1921-1927) Ministro de Justicia (1912-1913) |
| Jens Bratlie                                                                     |            | 1911                 | 1919                 | Primer ministro de Noruega (1912-1913) Ministro de Defensa (1912-1913) Ministro de Auditoría (1912-1913) Presidente del Storting (1910-1912) Diputado del Storting (1901-1912; 1916-1918)                  |
| Otto Bahr Halvorsen                                                              |            | 1919                 | 1923                 | Primer ministro de Noruega (1920-1921; marzo-mayo de 1923) Ministro de Justicia (1920-1921; marzo-mayo de 1923) Diputado del Storting (1912-1923)                                                          |
| Ivar Lykke                                                                       |            | 1923                 | 1926                 | Primer ministro de Noruega (1926-1928) Ministro de Relaciones Exteriores (1926-1928) Presidente del Storting (1919-1927) Diputado del Storting (1916-1945)                                                 |
| C. J. Hambro                                                                     |            | 1926                 | 1934                 | Presidente del Storting (1926-1934; 1935-1945) Vicepresidente del Storting (1934-1935) Diputado del Storting (1919-1921; 1922-1957)                                                                        |
| Johan H. Andresen                                                                |            | 1934                 | 1937                 | Diputado del Storting (1928-1933) |
| Ole Ludvig Bærøe                                                                 |            | 1937                 | 1940                 | Ministro de Educación y Asuntos Eclesiásticos (1927-1928) Ministro de Agricultura (1926-1928) |
| Sin liderazgo entre 1940 y 1945 por la ocupación de Noruega por la Alemania nazi |            |                      |                      | |
| Arthur Nordlie                                                                   |            | 1945                 | 1950                 | Diputado del Storting (1928-1933) Miembro del consejo ciudadano de Oslo (1919-1940) |
| C. J. Hambro                                                                     |            | 1950                 | 1954                 | |
| Alv Kjøs                                                                         |            | 1954                 | 1962                 | Vicepresidente del Storting (1961-1965) Diputado del Storting (1937-1965) |
| Sjur Lindebrække                                                                 |            | 1962                 | 1970                 | Diputado del Storting (1945-1953) |
| Kåre Willoch                                                                     |            | 26 de abril de 1970  | 12 de mayo de 1974   | Primer ministro de Noruega (1981-1984) Presidente del Consejo Nórdico (enero-diciembre de 1973) Ministro de Comercio y Navegación (agosto-septiembre de 1963; 1965-1970) Diputado del Storting (1958-1989) |
| Erling Norvik                                                                    |            | 12 de mayo de 1974   | 4 de mayo de 1980    | Gobernador de la Provincia de Østfold (1986-1998) Diputado del Storting (1961-1973) |
| Jo Benkow                                                                        |            | 4 de mayo de 1980    | 25 de agosto de 1984 | Presidente del Storting (1985-1993) Diputado del Storting (1965-1993) |
| Erling Norvik                                                                    |            | 25 de agosto de 1984 | 20 de abril de 1986  | |
| Rolf Presthus                                                                    |            | 20 de abril de 1986  | 1 de enero de 1988   | Ministro de Defensa (abril-mayo de 1986) Ministro de Finanzas (1981-1986) Diputado del Storting (1969-1988) Alcalde de Oppegård (1968-1969)                                                                |
| Kaci Kullmann Five                                                               |            | 1 de enero de 1988   | 22 de enero de 1988  | Presidenta del Comité Noruego del Nobel (2015-2017) Ministra de Comercio y Navegación (1989-1990) Diputada del Storting (1981-1997)                                                                        |
| Jan P. Syse                                                                      |            | 22 de enero de 1988  | 20 de abril de 1991  | Primer ministro de Noruega (1989-1990) Presidente del Consejo Nórdico (enero-diciembre de 1988; enero-diciembre de 1993) Ministro de Comercio y Energía (1983-1985) Diputado del Storting (1973-1997)      |
| Kaci Kullmann Five                                                               |            | 20 de abril de 1991  | 10 de abril de 1994  | |
| Jan Petersen                                                                     |            | 10 de abril de 1994  | 9 de mayo de 2004    | Ministro de Relaciones Exteriores (2001-2005) Diputado del Storting (1981-2009) Alcalde de Oppegård (1976-1981)                                                                                            |
| Erna Solberg                                                                     |            | 9 de mayo de 2004    | presente             | Primera ministra de Noruega (2013-2021) Ministra del Gobierno Local y Desarrollo Regional (2001-2005) Diputada del Storting (1987-presente)                                                                |

## Resultados electorales
|  | 36,6 % |

|  | 38,7 % |

|  | 49,2 % |

|  | 49,3 % |

|  | 46,7 % |

|  | 40,8 % |

|  | 44,8 % |

|  | 32,8 % |

|  | 41,5 % |

|  | 33,2 % |

|  | 29,0 % |

|  | 30,4 % |

|  | 33,3 % |

|  | 32,5 % |

|  | 24,0 % |

|  | 27,4 % |

|  | 20,2 % |

|  | 21,3 % |

|  | 17,0 % |

|  | 15,9 % |

|  | 18,4 % |

|  | 16,8 % |

|  | 19,3 % |

|  | 20,3 % |

|  | 18,8 % |

|  | 17,2 % |

|  | 24,5 % |

|  | 31,7 % |

|  | 30,4 % |

|  | 22,2 % |

|  | 17,03 % |

|  | 14,34 % |

|  | 21,21 % |

|  | 14,10 % |

|  | 17,24 % |

|  | 26,81 % |

|  | 25,04 % |

|  | 20,4 % |